# Kościół Chrystusa Dobrego Pasterza w Krzynkach
Kościół Chrystusa Dobrego Pasterza w Krzynkach – katolicki kościół filialny zlokalizowany we wsi Krzynki w gminie Pełczyce, w powiecie choszczeńskim (województwo zachodniopomorskie). Należy do parafii św. Antoniego z Padwy w Będargowie.

## Historia i architektura
Kościół został wzniesiony w 1858 roku. Jest to neogotycka budowla, murowana z kamienia i cegły, sytuowana na planie prostokąta, orientowana. Szczyty wschodni i zachodni, murowane z cegły, mają postać schodkową i ozdobione są blendami. Z cegły wymurowano także portal w ścianie zachodniej, gzymsy, ościeża okien i przypory.
W kościele zachował się oryginalny obraz Chrystusa z barankiem na ręku, empora z prospektem organowym i XIX-wieczne ławki. Na ścianie wmurowane jest epitafium z 1909 roku.
Po II wojnie światowej kościół został konsekrowany jako świątynia katolicka w dniu 15 kwietnia 1947 roku przez ks. Franciszka Łojka.